# Voiehoșcea, Kamin-Kașîrskîi
Voiehoșcea (în ucraineană Воєгоща) este o comună în raionul Kamin-Kașîrskîi, regiunea Volînia, Ucraina, formată numai din satul de reședință.

## Demografie
Componența lingvistică a satului Voiehoșcea
     Ucraineană (99,74%)
     Alte limbi (0,25%)
Conform recensământului din 2001, majoritatea populației satului Voiehoșcea era vorbitoare de ucraineană (99,74%), existând în minoritate și vorbitori de alte limbi.